# Fillár István (színművész, 1926–1989)
Id. Fillár István (Csorna, 1926. április 5. – Budapest, 1989. május 20.) kétszeres Jászai Mari-díjas színművész, ifj. Fillár István édesapja.

## Élete
1953-ban elvégezte a Színművészeti Főiskolát, majd Szolnokra szerződött a Szigligeti Színházba. 1956-tól Kaposváron, a Csiky Gergely Színházban játszott, majd 1963-tól Miskolci Nemzeti Színházban vállalt szerepeket. 1967-től egészen 1989-ben bekövetkező haláláig a Madách Színház tagja volt.
Drámai alakok megformálása mellett humoros, groteszk, epizódszerepeket is elvállalt, filmekben is játszott.

## Főbb szerepei
- Pierre Bezuhov (Tolsztoj: Háború és béke);
- Sipos (Sarkadi Imre: Szeptember);
- Főúr, majd Tanító (Bródy Sándor: A tanítónő);
- Miller zenész (Schiller: Ármány és szerelem);
- Néger (Sartre: A tisztességtudó utcalány);
- Szabó (Sarkadi Imre: Oszlopos Simeon);
- Hajós (Füst Milán: Catullus);
- Miska pincér (Kálmán Imre: Csárdáskirálynő);
- Frosch (Johann Strauss: A denevér).

## Filmográfia
- Sikátor (1966);
- Keresztelő (1967);
- Egy, kettő, három (1967, tévéfilm);
- Fuss, hogy utolérjenek! (1972);
- Aranyliba (1972, tévéfilm);
- Pirx kalandjai (1-5. rész, 1973, tévéfilm);
- Sztrogoff Mihály (2. rész, 1975, tévéfilm);
- Széchenyi (1975, tévéfilm);
- Úgy értettem, hogy vonat (1975);
- Régimódi történet (1977, tévéfilm);
- Galiliei (1977, tévéfilm);
- A fantasztikum betör a detektívregénybe, avagy Daibret felügyelő utolsó nyomozása (1977, tévéfilm);
- A zöldköves gyűrű (1977)[1]
- Illetlenek (1977, tévéfilm);
- Január (1978, tévéfilm);
- Mire megvénülünk (1-6. rész, 1978, tévéfilm);
- Küszöbök (5. rész, 1979, tévéfilm)
- Az ügyeleti szolgálatról… (1979);
- Csontváry (1979);
- Zokogó majom (1-5. rész, 1980, tévéfilm);
- Pygmalion (1983, tévéfilm);
- Te rongyos élet (1983);
- Erdő (1984, tévéfilm);
- II. József (1985, tévéfilm);
- Az Angol Királynő (1987, tévéfilm);
- Szomszédok (1987, tévéfilm);
- Linda (14. rész, 1989, tévéfilm);
- Váltókulcs-azonosító berendezés, avagy Ördöge van Szekeresnek[2]
- Veszélyes áruk fuvarozása[3]
- Vasúti helybiztosítás[4]
- A tehervonatok összeállítása[5]